# Pierre Moncorgé
Pour l’article homonyme, voir Moncorgé.
Pierre Moncorgé, né le 7 mars 1992 à Vénissieux, est un coureur cycliste français.

## Biographie

### Débuts et passage au Vulco-VC Vaulx-en-Velin
Pierre Moncorgé naît le 7 mars 1992 à Vénissieux, dans la banlieue lyonnaise. Dès son enfance, il se met à pratiquer plusieurs sports, en particulier le football, où il joue dans un club pendant dix ans. C'est finalement à 16 ans qu'il décide d'opter pour le cyclisme en rejoignant l'Entente Cycliste Pierre-Bénite Saint-Genis-Laval. Il termine quatrième de sa première course en avril 2008, avant d'en remporter deux autres en catégorie cadet. Au cours de ses deux années chez les juniors (moins de 19 ans), il décroche huit succès.
En 2011, Pierre Moncorgé rejoint le club de DN1 Vulco-VC Vaulx-en-Velin. Pour sa première saison en catégorie espoir (moins de 23 ans), il s'impose sur le Prix du Boudin à Manziat et termine deuxième d'une étape sur le Tour du Beaujolais. Au mois d'octobre, il remporte deux étapes du Tour de Nouvelle-Calédonie.
En 2012, il se distingue au niveau régional français. Vainqueur du classement général du Tour du Beaujolais, il termine également deuxième du Prix de Digoin Val de Loire et troisième du Tour du Pays Saint-Pourcinois. La même année, il obtient ses premiers résultats au niveau UCI sur Tour de Singkarak (4e et 7e d'étapes) ainsi qu'au Tour du Rwanda (3e et 8e d'étapes), sous les couleurs du Team Reine Blanche, une équipe à objectif humanitaire,. 
Au printemps 2013, Pierre Moncorgé se classe dixième du Grand Prix du Pays d'Aix et du Circuit des quatre cantons, quatrième du Tour du Charolais, sixième du Tour du Beaujolais, puis deuxième et troisième d'étapes sur les Boucles de la Marne, épreuve de la Coupe de France DN1. Sur le circuit UCI, il se signale également en terminant troisième et huitième d'étapes sur le Tour de Serbie. Auteur d'un bon été, il gagne trois courses : le Grand Prix de Lugny, le Grand Prix de Saint-Michel-de-Chavaignes et le  Critérium Réflexe Brézet. Il termine également deuxième d'À travers le Pays Montmorillonnais, du Prix de Saint-Amour, et d'une étape du Tour des Deux-Sèvres. En Coupe de France DN1, notons également deux belles cinquième places lors de Paris-Chalette-Vierzon et sur le Grand Prix Cristal Energie.

### 2014: professionnel en Suède, chez Firefighters Upsala CK
Étudiant à Sciences Po Greoble, Pierre Moncorgé décide de rejoindre la Suède pou y effectuer son master mais aussi pour rejoindre sa petite amie, suédoise. Il est donc recruté pour la saison 2014 par la formation Firefighters Upsala CK. Il commence sa saison lors du Tour de Normandie où il se classe dixième de la quatrième étape. Il prend ensuite part au Tour du Loir-et-Cher où il finit neuvième de la deuxième étape, avant de terminer hors-délais lors de la quatrième étape. 
Moncorgé se rend ensuite au Danemark pour y disputer le Himmerland Rundt où il se classe dixième, puis la Destination Thy qu'il conclut à la sixième place. Il participe ensuite à la Scandinavian Race Uppsala, course au cours de laquelle il abandonne. Fin mai, il participe au Tour des Fjords, où il termine 62e du classement général, sa meilleure place d'étape étant deux 22e places lors des quatrième et cinquième étapes.  Durant ce mois de mai, il se classe également deuxième du Grand Prix Knivsta derrière Jonas Ahlstrand et deuxième du Tour de Mösseberg, au niveau national suédois. En juin, il participe essentiellement à des épreuves du calendrier national et se classe troisième d'une épreuve disputée à Solleröloppet, à quelques jours des championnats de France. Moncorgé prend donc part aux Championnats de France pour la première fois dans la catégorie professionnelle et boucle l'épreuve en 84e position. Son équipe devant faire face à un certain nombre de problèmes financiers, il ne peut participer aux épreuves professionnelles prévues à son programme durant l'été et est contraint de mettre un terme, prématurément, à sa saison.

## Palmarès sur route
- 2011[1]
  - Prix du Boudin à Manziat
  - 1re et 9e étapes du Tour de Nouvelle-Calédonie
- 2012
  - Tour du Beaujolais
  - 2e du Prix de Digoin Val de Loire
  - 3e du Tour du Pays Saint-Pourcinois
- 2013
  - Grand Prix de Lugny
  - Grand Prix de Saint-Michel-de-Chavaignes
  - Critérium Réflexe Brézet
  - 2e du Prix de Saint-Amour
  - 2e d'À travers le Pays Montmorillonnais
  - 2e du Prix Sista Chansen à Huddinge
- 2014
  - 2e du Grand Prix Knivsta
  - 2e du Tour de Mösseberg
  - 3e du Grand Prix de Solleröloppet
- 2015
  - Kinnekulle Cyclassic
  - SMACK Arlanda Testtrack Race
  - Falkenloppet
- 2017
  - Borgåloppet
  - Ole Wackströmin Muistoajo
- 2018
  - 4e étape des Svanesunds 3-dagars
- 2019
  - Anundsloppet

## Classements mondiaux
| Année           | 2013   | 2014 | 2015 | 2016 | 2017   | 2018   |
| --------------- | ------ | ---- | ---- | ---- | ------ | ------ |
| UCI Africa Tour |        |      | 185e |      |        |        |
| UCI Europe Tour | 1 152e | 823e | 989e | 804e | 1 693e | 1 611e |